# Noriko Tujiko
Noriko Tujiko (ツジコ ノリコ, Tsujiko Noriko) est une chanteuse-compositrice, réalisatrice et graphiste japonaise, née à Osaka le 28 août 1976.

## Biographie
Tujiko Noriko commence à chanter à la fin des années 1980[réf. souhaitée], mais n'enregistre son premier album que 10 années plus tard. Pour la musique de son premier album, elle n'utilise qu'un synthétiseur. Entre synthpop, J-pop et compositions expérimentales, sa musique utilise des rythmiques répétitives auxquelles s'ajoutent samples et mélodies,, formant une musique d'apparence dépouillée et pourtant complexe. L'influence de Björk sur sa musique est évoquée,,, ; au Japon, Tujiko Noriko est surnommée « la Björk nippone ». Elle est parfois comparée à Kate Bush,.
Elle rencontre Peter « Pita » Rehberg (musicien expérimental et dirigeant du label Mego) en décembre 2000 à Tokyo ; ce label produit ensuite la majorité de ses disques. Elle débute aussi une collaboration avec Étienne Bideau-Rey (qui participe plus tard à l'élaboration des pochettes d'albums), en particulier sur la musique du spectacle Stéréotypie pour la compagnie de danse DACM (Gisèle Vienne & Étienne Bideau-Rey). Au même moment elle rejoint le collectif de design Slidelab et s'implique dans la sortie du magazine OK FRED. 
Tujiko Noriko sort en 2001 Shojo Toshi, son premier album sous le label Mego, avec une orientation musicale entre pop et musique électronique. L'année suivante, ses disques I forgot the title et Hard ni Sasete confirment cette orientation musicale, « à l’aide de structures alambiquées, de mélodies doucement ivres et d’arrangements minimalistes inspirés » et d'arrangements d'avant garde. Dans Hard ni Sasete, sa voix et ses observations du quotidien donnent au disque un ton autobiographique.
En 2003, Tujiko Noriko confirme avec From Tokyo to Niagara être à l'écart des « modes » de composition dans la musique électronique, comme avec son précédent album. Cette année-là, elle participe au festival de musique électronique Sónar à Barcelone, où elle croise des artistes reconnus du genre : Björk, Matthew Herbert et Aphex Twin. Bien que considérée comme une « nouvelle venue », elle livre une des « performances fortes » du festival.
En 2005, elle réalise de nombreuses collaborations, sous différents labels, dont une création avec Portradium (alias Ludovic Poulet), pour l'exposition « Melancholic Beat » de Saâdane Afif (au Musée Folkwang, à Essen) à partir de quatre textes de Lili Reynaud Dewar. La même année, elle a aussi travaillé avec Aoki Takamasa, Riow Arai (leur collaboration prend comme nom leurs initiales : RATN) et Lawrence English (en) (compositeur et directeur du label Room40).
Tujiko Noriko sort en 2007 l'album Solo, au titre explicite. Elle y confirme son imagination d'avant garde, dans des titres plus imprévisibles qu'en J-pop, parfois « chaotiques » (adjectif déjà utilisé par les critiques lors du festival Sónar). Elle cite la France, où elle vit depuis plusieurs années,,, comme une de ses sources d'inspiration pour ce disque. Cette source d'inspiration ne fournit pas forcément des thèmes positifs, en effet la chanteuse cite les thèmes de « désolation » et de « lassitude »,. L'année suivante, elle sort Trust, un album mélangeant titres inédits et remixes, où son style d'origine est intégralement respecté (par opposition à ses albums collaboratifs, qui explorent des styles variés). Elle reprend la piste collaborative jusqu'en 2012, avec les albums U (où elle retrouve Lawrence English, dans un album moins pop que leur précédente collaboration), Gyu (avec Tyme., alias de Tatsuya Yamada) et East Facing Balcony (avec Nobukazu Takemura).
Tujiko Noriko sort My Ghost Comes Back en 2014, album solo présenté comme le premier d'un diptyque. Elle passe par un site de dons, pour financer la production du disque et payer ses collaborateurs, en offrant aux fans la possibilité d'acheter des vêtements cousus à la main par la chanteuse, d'obtenir des pre-release dédicacées et de l'entendre chanter en direct via leur téléphone ou leur ordinateur. La même année, elle participe à l'album The Divine Move de Vampillia, chantant sur deux titres de l'album et participant à leur tournée.
Parallèlement à sa musique, Tujiko Noriko crée et dirige des films. En juillet 2005, son film Sand and Mini-Hawaii a été projeté pour la première fois à la Fondation Cartier à Paris. En 2008, il est projeté, avec son autre film Sun, à Shibuya. Elle participe aussi à la réalisation de vidéos artistiques avec le duo allemand Graw Böckler (Georg Graw et Ursula Böckler). En 2017, elle co-réalise Kuro avec Joji Koyama, un film qui sera nommé au Slamdance Film Festival la même année.

## Discographie

### Albums solo
- Keshou to Heitai (ou Make-Up and Soldier) (Niton / 2000)
- Shojo Toshi (Mego / 2001)
- I forgot the title (Mego / 2002)
- Hard ni Sasete (ou Make Me Sasete, ou Make Me Hard[6]) (Mego / 2002)
- Hard ni Sasete « version jp » (Digital narcis / 2002)
- From Tokyo to Niagara (Tomlab / 2003)
- Shojo Toshi + (Mego / 2006)
- Shojo Toshi + « version jp » (Impartmaint / 2006)
- Solo (Editions Mego / 2007)
- Solo « version jp » (Nature bliss / 2007)
- Trust (avec des titres inédits et des remixes) (Kurage / 2008)
- My Ghost Comes Back (Editions Mego / 2014)
- Kuro (Pan / 2019)
- Crépuscule I & II (Editions Mego / 2023)

### Collaborations
- Indigo rose - Aoki Takamasa (Progressive form / 2002)
- Turn - MAS (Flyrec / 2003)
- Stéréotypie - DACM (Asphodel / 2004)
- Blurred in my Mirror - Tujiko Noriko + Lawrence English (Room40 / 2005)
- J - RATN (Disques Cordes / 2005)
- J ep. - RATN (Disques Cordes / 2005)
- 28 (en) - Tujiko Noriko + Aoki Takamasa (Fat Cat Records / 2005)
- Melancholic Beat - Saâdane Afif + Tujiko Noriko + Portradium (Semishugure / 2005)
- Parabolica - Aoki Takamasa (OP. DISC / 2006)
- U - Tujiko Noriko + Lawrence English + John Chantler (Room40 / 2008)
- Gyu - Tyme. x Tujiko (Editions Mego / 2011)
- East Facing Balcony - Nobukazu Takemura (Mis / 2012)
- The Divine Move - Vampillia (2014)

### Compilations
- Tigerbeat 6 Inc. (Tigerbeat6 music / 2001)
- Weather 013 (P-Vine / 2001)
- Batofar cherche Tokyo (Sonore / 2001)
- Matsuri (Powell street festival society / 2003)
- 45 seconds of: (Simballrec / 2003)
- Sonically speaking n°13 (Sonic n°13 / 2003)
- Festival internacional de Benicassim 2004 (FIB / 2004)
- Dis-patched (Rx:tx / 2005)
- La planète bleue Vol.4 (Bleu electric / 2006)
- Evening at ROOM40 (The Wire n°266 / 2006)
- Gusstaff ina pill Vol.4 (Gusstaff / 2007)

### Remix
- Don't Want Me Anymore (Tujiko Noriko Remix) sur l'album Vein de Foetus (Birdman / 2007)
- Quarz (Tujiko Noriko Remix) sur l'album D/Evolution Remixed de LCC (Editions Mego / 2011)

## Filmographie
- Sun
- Sand and Mini-Hawaii
- How to, vidéos en collaboration avec Graw Böckler (Raumfuerprojektion / 2004)
- Kuro, co-réalisé avec Joji Koyama (2017)